# Eetu Vertainen
Eetu Vertainen né le 11 mai 1999 à Espoo en Finlande, est un footballeur finlandais. Il joue avec le Linfield FC.

## Biographie

### En club
Eetu Vertainen passe par le Kyrkslätt IF puis le Klubi-04, où il est formé. C'est avec ce club qu'il débute en professionnel, le 30 avril 2016 ,face au FC Åland. Son équipe s'impose par cinq buts à un ce jour-là.
Vertainen rejoint ensuite le HJK Helsinki, avec qui il devient champion de Finlande en 2017 et 2018. Le 10 juillet 2018, il joue sa première rencontre de Ligue des champions en match de qualification face au Víkingur Gøta, son équipe s'impose par deux buts à un ce jour-là.
Le 31 août 2021, Eetu Vertainen rejoint le St Johnstone FC pour un contrat de deux ans.

### En équipe nationale
Avec les moins de 19 ans, il est l'auteur d'un doublé lors d'un match amical contre la Turquie en juillet 2018. Vertainen fait ensuite partie de l'équipe qui participe au championnat d'Europe des moins de 19 ans en 2018. Lors de ce tournoi il joue trois matchs, tous comme titulaire, et inscrit même un but contre la Norvège le 19 juillet. Toutefois, le bilan de la Finlande dans cette compétition s'avère catastrophique, avec trois défaites en autant de matchs.
Il reçoit sa première sélection avec les espoirs le 11 septembre 2018, contre la Pologne, lors des éliminatoires de l'Euro espoirs 2019 (défaite 1-3). Il inscrit son premier but avec les espoirs le 22 mars 2019, en amical contre la Norvège, où la Finlande s'impose sur le très large score de 8-3. Trois jours plus tard, il officie comme capitaine lors d'une rencontre face à la Bulgarie.

## Palmarès
HJK Helsinki
- Champion de Finlande
  - 2017 et 2018.